# 福浦八景

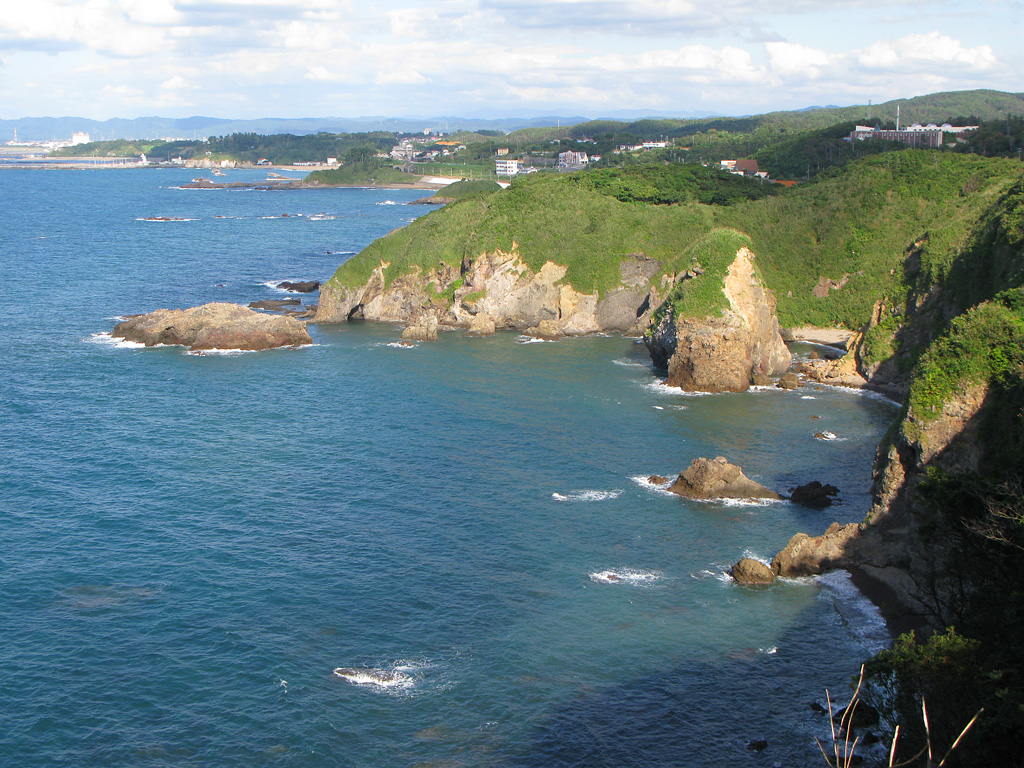
福浦海岸

福浦八景（ふくうらはっけい）は、新潟県柏崎市西部にある海岸の特に優れた8つの景観である。
一帯は福浦海岸と呼ばれ、また米山の山塊が日本海に落ち込むことから米山と関係が深く、地名を取って米山福浦八景ともいう。全長約12kmにも亘る景勝地で、8つの名所があることから、琵琶湖八景、金沢八景などに肖って名付けられた。一部は佐渡弥彦米山国定公園に含まれている。
八景とは「だるま岩」「聖が鼻」「御野立公園」「番神岬」「鴎が鼻」「松が崎」「猩々洞」そして「牛が首層内褶曲」を指す。岩礁、岬、洞窟、断崖、断層など種類は変化に富んでいる。一帯は県下有数の海水浴場としても知られ、その北側には関東地方からも多くの海水浴客が訪れる鯨波海水浴場がある。